# 5071 Шонмакер
5071 Шонмакер (5071 Schoenmaker) — астероїд головного поясу, відкритий 30 вересня 1973 року.
Тіссеранів параметр щодо Юпітера — 3,149.